# C'est dur d'être un homme : En route pour Hokkaidō !
Série C'est dur d'être un homme
C'est dur d'être un homme : L'Oiseau bleu du bonheur
(1986) C'est dur d'être un homme : Il était une fois Tora-san
(1987)
Pour plus de détails, voir Fiche technique et Distribution.
C'est dur d'être un homme : En route pour Hokkaidō ! (男はつらいよ 知床慕情, Otoko wa tsurai yo: Shiretoko bojō) est un film japonais réalisé par Yōji Yamada et sorti en 1987. C'est le 38e film de la série C'est dur d'être un homme.

## Fiche technique
- Titre : C'est dur d'être un homme : En route pour Hokkaidō ![1]
- Titre original : 男はつらいよ 知床慕情 (Otoko wa tsurai yo: Shiretoko bojō?)
- Réalisation : Yōji Yamada
- Scénario : Yōji Yamada et Yoshitaka Asama
- Photographie : Tetsuo Takaha (ja)
- Montage : Iwao Ishii (ja)
- Musique : Naozumi Yamamoto
- Décors : Mitsuo Degawa
- Son : Isao Suzuki (ja) et Ryūji Matsumoto (ja)
- Producteur : Kiyoshi Shimazu et Hiroshi Fukazawa
- Société de production : Shōchiku
- Pays de production :  Japon
- Langue originale : japonais
- Format : couleur — 2,35:1 — 35 mm — son mono
- Genres : comédie dramatique ; romance
- Durée : 107 minutes[2] (métrage : huit bobines - 2 938 m[2])
- Dates de sortie :
  - Japon : 15 août 1987[2]

## Distribution
- Kiyoshi Atsumi : Torajirō Kuruma / Tora-san
- Chieko Baishō : Sakura Suwa, sa demi-sœur
- Masami Shimojō (ja) : Ryūzō Kuruma, son oncle
- Chieko Misaki (ja) : Tsune Kuruma, sa tante
- Gin Maeda (en) : Hiroshi Suwa, le mari de Sakura
- Hidetaka Yoshioka : Mitsuo Suwa, le fils de Sakura et de Hiroshi
- Keiko Takeshita : Rinko
- Toshirō Mifune : Junkichi Ueno
- Keiko Awaji : Etsuko
- Issei Ogata : médecin
- Hisao Dazai (ja) : Umetarō Katsura, le voisin imprimeur
- Jun Miho : Akemi, la fille d'Umetarō Katsura
- Gajirō Satō (ja) : Genko
- Chishū Ryū : Gozen-sama, le grand prêtre